# Anton Hoëm
Anton Hoëm, född 13 juni 1931 i Karlebotn i Nesseby kommun i Finnmark fylke, död 27 februari 2014 i Vestre Aker, var en norsk forskare i sociologi och undervisningshistoria.
Anton Hoëm växte upp i en lärarfamilj i samisk miljö. Han utbildade sig till lärare med lärarexamen 1958 och vidare i pedagogik, med magisterexamen 1966. Han disputerade 1972 på en avhandling om samisk skolutbildning. Därefter var han forskare på Institutt for samfunnsforskning och från 1973 förste amanuens i pedagogisk sociologi på Universitetet i Oslo.
Han blev professor i Oslo 1985 och har också tjänstgjort som professor och forskningsvägledare vid Samiska högskolan i Kautokeino.
Han har gjort sig känd för att introducera samisk kultur- och utbildningshistoria i pedagogiken, och han lade grunden för så kallad flerkulturell pedagogik.